# Ремер, Отто-Эрнст
О́тто-Э́рнст Ре́мер (нем. Otto-Ernst Remer; 18 августа 1912, Нойбранденбург, Мекленбург — 4 октября 1997, недалеко от Марбельи, Малага) — один из самых молодых генералов вермахта. Входил в число руководителей подавления Июльского заговора. После войны был одним из основателей и вторым председателем Социалистической имперской партии Германии.

## Семья
Ремер вырос в протестантской семье инспектора юстиции. В 13 лет вступил в молодёжное движение. Ремер был женат два раза. От своего первого брака он имел двух сыновей и одну дочь.

## Военная карьера
1 апреля 1933 года вступил фанен-юнкером в рейхсвер. 1 апреля 1935 года был произведён в лейтенанты 4-го пехотного полка. С 3 января 1939 года командовал 15-й ротой 89-го пехотного полка. Польскую кампанию начал командиром 13-й роты 479-го пехотного полка. С 1 марта 1940 года командовал 701-й мотопехотной боевой ротой, с которой принял участие в Западной и Балканской кампаниях. 1 апреля 1941 года произведён в чин капитана. С 1941 года воевал на Восточном фронте. С 1 февраля 1942 года командир I батальона 10-го стрелкового полка, с 1 апреля по 30 ноября 1942 года — IV батальона пехотного полка «Großdeutschland». 29 августа 1942 года за свою многократно доказанную храбрость был награждён Немецким крестом в золоте 1 января 1943 года был произведён в майоры и назначен на должность командира I-го батальона, с которым особенно отличился в марте 1943 года под Харьковом. За это 18 мая 1943 года Ремер был награждён Рыцарским крестом Железного креста. 12 ноября 1943 года за бои западнее Харькова и к северу от Полтавы летом 1943 года был награждён Дубовыми листьями к Рыцарскому кресту Железного креста.
1 мая 1944 года был назначен командиром охранного полка «Großdeutschland» в Берлине. Во время Июльского заговора руководил борьбой с мятежниками. Заговорщики предполагали, что после убийства Гитлера Ремер подчинится приказам нового командования. Однако у Ремера возникли сомнения, что его правильно информируют, поэтому он отправил д-ра Хагена связным в рейхсминистерство народного просвещения, так как рейхсминистр д-р Геббельс как гауляйтер Берлина являлся одновременно имперским комиссаром обороны Берлина и протектором дивизии «Großdeutschland». Тем временем Ремер, находившийся вместе с заговорщиком комендантом Берлина генералом Хазе, услышал из его разговора, что Геббельс должен быть арестован и выполнить это задание предстоит ему. Ремер отказался это сделать, и Хазе не стал настаивать. Вскоре связной офицер вернулся от Геббельса и сообщил Ремеру о военном путче. Тогда Ремер отправился к Гёббельсу, который в присутствии Ремера связался по телефону с Гитлером, и Гитлер подтвердил Ремеру, что он жив, и приказал ему подавить мятеж. Охранный батальон «Großdeutschland» взял под контроль комендатуру на Унтер-ден-Линден и арестовал заговорщиков. За это Ремер, минуя чин оберст-лейтенанта, был произведён в оберсты.
С 1 августа командовал Бригадой сопровождения фюрера (нем. Führer-Begleit-Brigade), с которой принял участие в Арденнском наступлении. 26 января 1945 года Бригада сопровождения фюрера была развёрнута в дивизию. 31 января Ремер был произведён в генерал-майоры вермахта. В начале марта Дивизия сопровождения фюрера участвовала в составе войск группы Вальтера Неринга в освобождении Лаубана от Красной армии. Впоследствии дивизия была окружена под Шпрембергом, и 22 апреля Ремер отдал приказ прорываться на юго-запад к Дрездену. Немногие оставшиеся в живых смогли уйти на запад, где попали в плен к американской армии. Впоследствии Ремер был передан британской армии.

## Послевоенная деятельность
После того, как Ремер в 1947 году был отпущен из британского плена, он выучился профессии каменщика и поселился в Фареле. Ремер был видным участником различных партий националистической направленности, в частности он был одним из основателей и вторым председателем Социалистической имперской партии (нем. Sozialistische Reichspartei, SRP), основанной в октябре 1949 года и запрещённой как «неонацистская» в октябре 1952 года.
В 1951 году вышла небольшая книга Ремера «20. Juli 1944» (Гамбург, Verlag Deutsche Opposition). Книга состоит из предисловия и двух частей. В первой части Ремер кратко изложил свою роль в событиях 20 июля 1944 года в Берлине. Во второй части, текст которой озаглавлен как «Немецкая политика и проблема ремилитаризации», Ремер изложил взгляды SRP на политику Германии. Он выразил свои опасения относительно ремилитаризации Германии в интересах и на условиях Соединённых Штатов, начавшейся в 1950 году, так как она, по его мнению, могла послужить причиной превентивного нападения Советского Союза на силы Западного блока, в который всё больше втягивалась Германия.
После того, как в марте 1952 года на процессе Ремер охарактеризовал заговорщика Штауффенберга как государственного изменника и предателя Родины (нем. Hoch- und Landesverräter), он был приговорён к трёхмесячному аресту. Руководимый Фрицем Бауэром судебный процесс позаботился о том, чтобы Июльский заговор укоренился в исторической памяти Федеративной Республики.
В 1953 году Ремер уехал из Германии и долгое время работал военным советником в Египте, параллельно занимаясь организацией поставок вооружений в Сирию.
В 1983 году Ремер опубликовал свою книгу «Манифест германского освободительного движения», в которой полагал, что для Германии приоритетом во внешней политике должно стать полномасштабное сотрудничество с СССР как противовес американскому и британскому влиянию в Европе и мире. В том же году он основал организацию Die Deutsche Freiheitsbewegung (рус. Немецкое освободительное движение), председателем которой он был до 1989 года, после чего стал её почётным председателем. Консультировал неонацистскую организацию Националистический фронт при создании силового подразделения. Земельные суды различных земель Германии в 1986, 1992, 1993 и 1994 годах приговаривали его к различным видам наказания за отрицание Холокоста. Поэтому в 1994 году он эмигрировал в Испанию, избежав таким образом 22-х-месячного ареста. В 1996 году правительство Испании отказало правительству ФРГ в выдаче Ремера. Европейская комиссия по правам человека признала жалобу Ремера на его осуждение за отрицание Холокоста неприемлемой к рассмотрению по существу.

## Награды
- Железный крест, 1-го и 2-го класса
- Немецкий крест в золоте
- За ранение (нагрудный знак) в золоте
- Нагрудный знак «За ближний бой»
- Медаль «За зимнюю кампанию на Востоке 1941/42»
- Рыцарский крест железного креста с Дубовыми Листьями
  - Рыцарский крест (18 мая 1943)
  - Дубовые листья (12 ноября 1943)

## В фильмах
Командир охранного батальона, майор Ремер стал персонажем эпизодических ролей нескольких фильмов.
- В 3-й серии советской киноэпопеи «Освобождение» 1970 года майор Ремер с солдатами врывается в министерство пропаганды, чтобы арестовать рейхсминистра доктора Геббельса. Однако доктор Геббельс вызывает по телефону Гитлера и передаёт трубку Ремеру. Гитлер прямо по телефону производит Ремера в полковники и отдаёт приказ подавить мятеж. Ремер лично разоружает Штауффенберга и его адъютанта. Он руководит расстрелом глав заговора. Роль Ремера исполняет актёр из ГДР Генрих Кён.
- В германском фильме «Штауффенберг» 2004 года майор Ремер поднимает свой батальон и добросовестно выполняет приказы заговорщиков, оцепляет Правительственный квартал. Ему передают приказ доктора Геббельса явиться к нему. Ремер является в кабинет доктора Геббельса и тот вызывает по телефону Гитлера и передаёт трубку Ремеру. Роль Ремера исполняет актёр Энрико Мутти
- В американском «Валькирии» 2008 года Ремер выполняет приказы генерала Ольбрихта, поднимает свой батальон, арестовывает функционеров СС. Получив одновременно два приказа — один от Ольбрихта с приказом арестовать рейхсминистра пропаганды доктора Гёббельса и другой из ставки Гитлера в Растенбурге с приказом арестовать Штауффенберга, Ремер догадывается, что происходит путч, но не понимает на чьей стороне выступает он сам. Доктор Гёббельс, увидев подъезжающих к зданию рейхсминистерства пропаганды солдат, просит связать его с Гитлером и передаёт вошедшему в кабинет Ремеру трубку. Получив личный приказ от Гитлера «Взять живыми заговорщиков» Ремер захватывает штаб-квартиру заговорщиков и берёт их в плен. Роль Ремера исполняет актёр Томас Кречман.

### Публикации Ремера
- 20. Juli 1944 (1951, рус. 20 июля 1944 года)
- Verschwörung und Verrat um Hitler: Urteil des Frontsoldaten (1981, рус. Преступный заговор и предательство вокруг Гитлера: Приговор фронтовиков)
- Kriegshetze gegen Deutschland: Lüge und Wahrheit über die Ursachen beider Weltkriege (1989, рус. Подстрекательство к войне против Германии: Ложь и правда о причинах обеих Мировых войн)
- Die Zeit… lügt!: Stellungnahme von vier Wissenschaftlern zu einer Serie der Wochenzeitung Die Zeit, Nr. 39, 18.9.1992, S. 104 und Nr. 40, 25.9.1992, S. 90: Gab es die Massenvernichtung jüdischer Menschen im Dritten Reich? (1992, в соавторстве, рус. «Die Zeit»... лжёт! Отзыв четверых учёных по поводу серии статей в еженежельной газете «Die Zeit», №39 от 18.9.1992, с. 104 и №40, 25.9.1992, с. 90. Было ли массовое уничтожение евреев в Третьем рейхе?)